# Prison Special

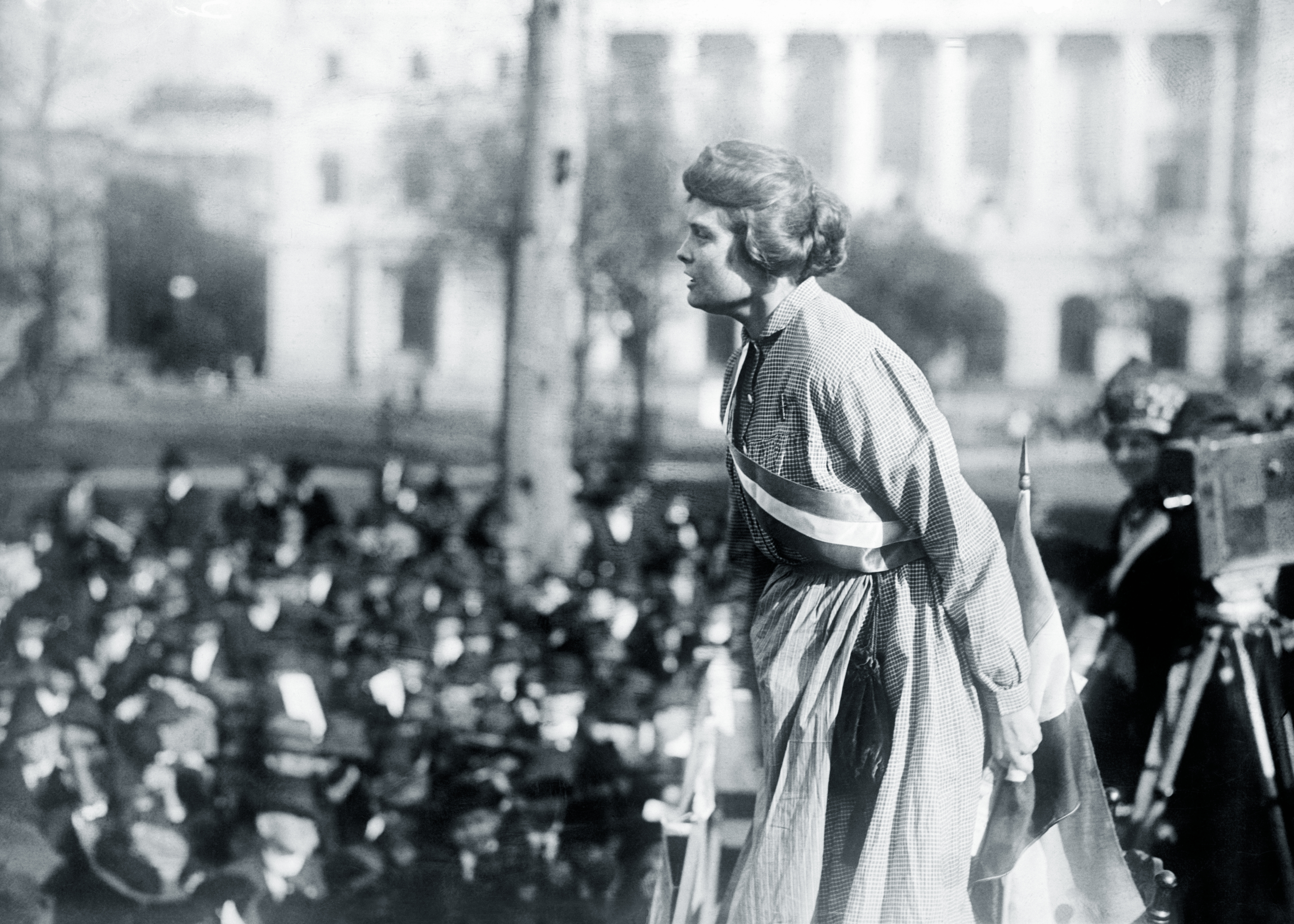
Lucy Branham, con uniforme de prisión, hablando en el Prison Special

El " Prison Special " fue un viaje en tren organizado por sufragistas que, como miembros de Silent Sentinels y otras manifestaciones, habían sido encarceladas por hacer piquetes en la Casa Blanca en apoyo de la aprobación de la enmienda federal sobre el sufragio femenino. En febrero de 1919, 26 miembros del Partido Nacional de Mujeres abordaron un tren fletado al que llamaron "Democracy Limited" en Washington D. C. Visitaron ciudades de todo el país donde hablaron a grandes multitudes sobre sus experiencias como prisioneras políticas en Occoquan Workhouse, a las que fueron vestidas con sus uniformes de prisión. La gira, que concluyó en marzo de 1919, ayudó a crear apoyo para el esfuerzo de ratificación que terminó con la adopción de la Decimonovena Enmienda el 26 de agosto de 1920. 

## Antecedentes
En el verano de 1917, miembros del Partido Nacional de la Mujer (NWP) comenzaron a organizar protestas en la Casa Blanca en Washington D. C., exigiendo el voto para las mujeres. Durante el verano y el otoño, muchas de las mujeres fueron arrestadas, a menudo acusadas de obstruir el tráfico, y multadas. Cuando se negaron a pagar esas multas, fueron encarceladas. Al principio, las penas eran relativamente leves, pero a medida que las Centinelas Silenciosas persistían en su actitud, las sentencias se volvieron más duras. En julio y agosto de ese año, las mujeres fueron sentenciadas a penas inusualmente duras de sesenta días y muchas fueron encarceladas en Occoquan Workhouse en Virginia. En su creencia de que eran presas políticas, se negaron a comer la comida de la prisión, a realizar trabajos, o a usar los uniformes de la prisión que se les proporcionaba a las otras prisioneras. En el otoño, tres de las mujeres que habían participado en una huelga de hambre fueron sometidas a alimentación forzada.
La presión pública obligó a los funcionarios a liberar a las mujeres detenidas en Occoquan, pero los arrestos continuaron a lo largo de 1918 mientras el NWP intensificaba sus campañas de presión a favor del sufragio femenino. A principios de 1919, los miembros del NWP prendieron fuegos de vigilancia tanto en la Casa Blanca como en el cercano Parque Lafayette, provocando otra ola de arrestos. En última instancia, 168 mujeres cumplirían condena en prisión. En febrero de 1919, la enmienda del sufragio femenino fue derrotada por un solo voto en el Senado. Para asegurar el apoyo público y presionar a los legisladores para que aprobaran la enmienda antes del final de la sesión del Congreso en marzo, el NWP lanzó una campaña que denominó "De la prisión a la gente", una gira de tres semanas en tren por los Estados Unidos.

## El tour

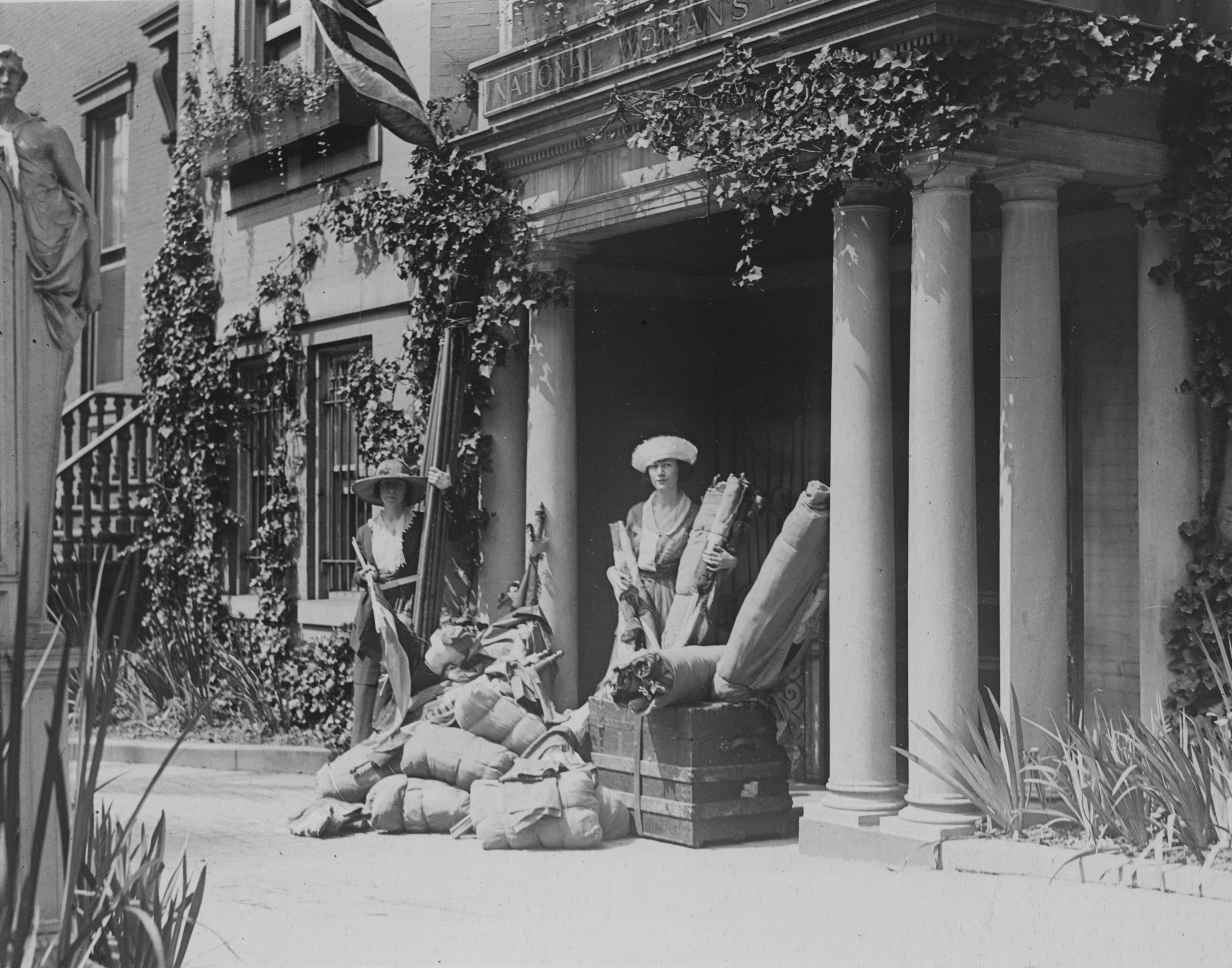
Los miembros del NWP de pie con el equipaje y los suministros para el tour "Prison Special", frente a la sede del NWP en Washington D. C.

Diseñado para educar al público sobre las "medidas brutales y anárquicas de la Administración para suprimir el sufragio,"  la gira en tren se detendría en 16 ciudades de los Estados Unidos para poner de relieve la detención, el encarcelamiento y el maltrato de las mujeres que habían participado en las protestas en apoyo del sufragio femenino. Las miembros del NWP a bordo del tren fletado (apodado "The Democracy Limited") incluían a las veteranas organizadoras Abby Scott Baker, Lucy Gwynne Branham, Lucy Burns, Mary Nolan (el "piquete más antiguo" del NWP), Vida Milholland y Mabel Vernon.
Para argumentar, daban discursos desde salas alquiladas, andenes de trenes y automóviles, cantaban canciones de la cárcel de su época, incluyendo "La Marsellesa de las mujeres", y tocaban el peine, recreaban sus arrestos mediante lecturas dramáticas y distribuían panfletos, incluyendo "Jailed for Freedom" (no confundir con la obra de Doris Stevens publicada en 1920 con el mismo título). Tal vez lo más significativo es que se vestían con réplicas de sus uniformes de prisión descritas en la publicación del NWP, The Suffragist como "envolturas de calicó diseñadas exactamente según el modelo de las que se vieron obligadas a llevar en la casa de trabajo, haciendo así más vívidos los relatos de sus experiencias en la cárcel". 
La gira fue costosa, unos 20.000 dólares, y fue financiada por las ramas estatales del NWP y por donaciones individuales de las integrantes. Louisine Havemeyer, una mujer acaudalada de la sociedad neoyorquina y sufragista, también donó 1.500 dólares a la causa. William B. Thompson, hombre de negocios, filántropo y partidario del sufragio femenino, pagó la literatura distribuida durante el viaje. Ella Riegel gestionó la logística de la gira y Abby Scott Baker actuó como publicista.

### Itinerario
El Prison Special salió de Union Station en Washington D. C., el 15 de febrero de 1919, el aniversario del cumpleaños de la activista por los derechos de las mujeres Susan B. Anthony. El itinerario publicado incluía paradas en las siguientes ciudades:
- Charleston, Carolina del Sur (16 a 17 de febrero)
- Jacksonville, Florida (18-19 de febrero)
- Chattanooga, Tennessee (20 a 21 de febrero)
- Nueva Orleans, Luisiana (22 a 23 de febrero)
- San Antonio, Texas (24 de febrero)
- Los Ángeles, California (26 a 27 de febrero)
- San Francisco, California (28 de febrero al 1 de marzo)
- Denver, Colorado (3 a 4 de marzo)
- Chicago, Illinois (5 al 7 de marzo)
- Milwaukee, Wisconsin (6 de marzo)
- Detroit, Míchigan (7 de marzo)
- Syracuse, Nueva York (8 a 9 de marzo)
- Boston, Massachusetts (9 al 10 de marzo)
- Hartford, Connecticut (10 de marzo)
- Nueva York, Nueva York (10 de marzo)

La ruta pasó sistemáticamente por los estados del Sur, donde el NWP esperaba influir en el sentimiento del Partido Demócrata, que se había resistido a la causa del sufragio femenino, hacia los estados del Oeste, donde el NWP esperaba reunir a las mujeres ya autorizadas por sus estados a la causa de una enmienda federal, y a través de los estados del Norte y el Noreste, terminando en la ciudad de Nueva York. Además de su itinerario publicado, el Prison Special también hizo varias paradas no programadas que las mujeres aprovecharon al máximo. En El Paso (Texas) una "rueda pinchada" en el vagón del Prison Special obligó a pasar la noche.  El Paso Herald informó que Lucy Burns, Amelia Himes Walker Elizabeth McShane, y Sue Shelton White "predicaron la doctrina del sufragio" mientras otras sufragistas distribuían literatura a la multitud reunida. Llevaban banderas con los colores del sufragio, dorado, morado y blanco, y se pararon en un escalón para poder hablar a través de la rejilla del andén del tren, que imitaba los barrotes de una prisión. En una entrevista con el periódico, Abby Scott Baker proporcionó algunos datos sobre la experiencia de las mujeres como oradoras públicas: "No es fácil empezar a hablar en la calle", dijo. "Aunque estés en medio de una multitud, tienes que empezar a hablar al aire. Pero cuando empiezas diciendo 'Señoras y señores, la causa de la libertad es sagrada', algunos se paran a ver qué pasa y, si sigues, consigues que se interesen".

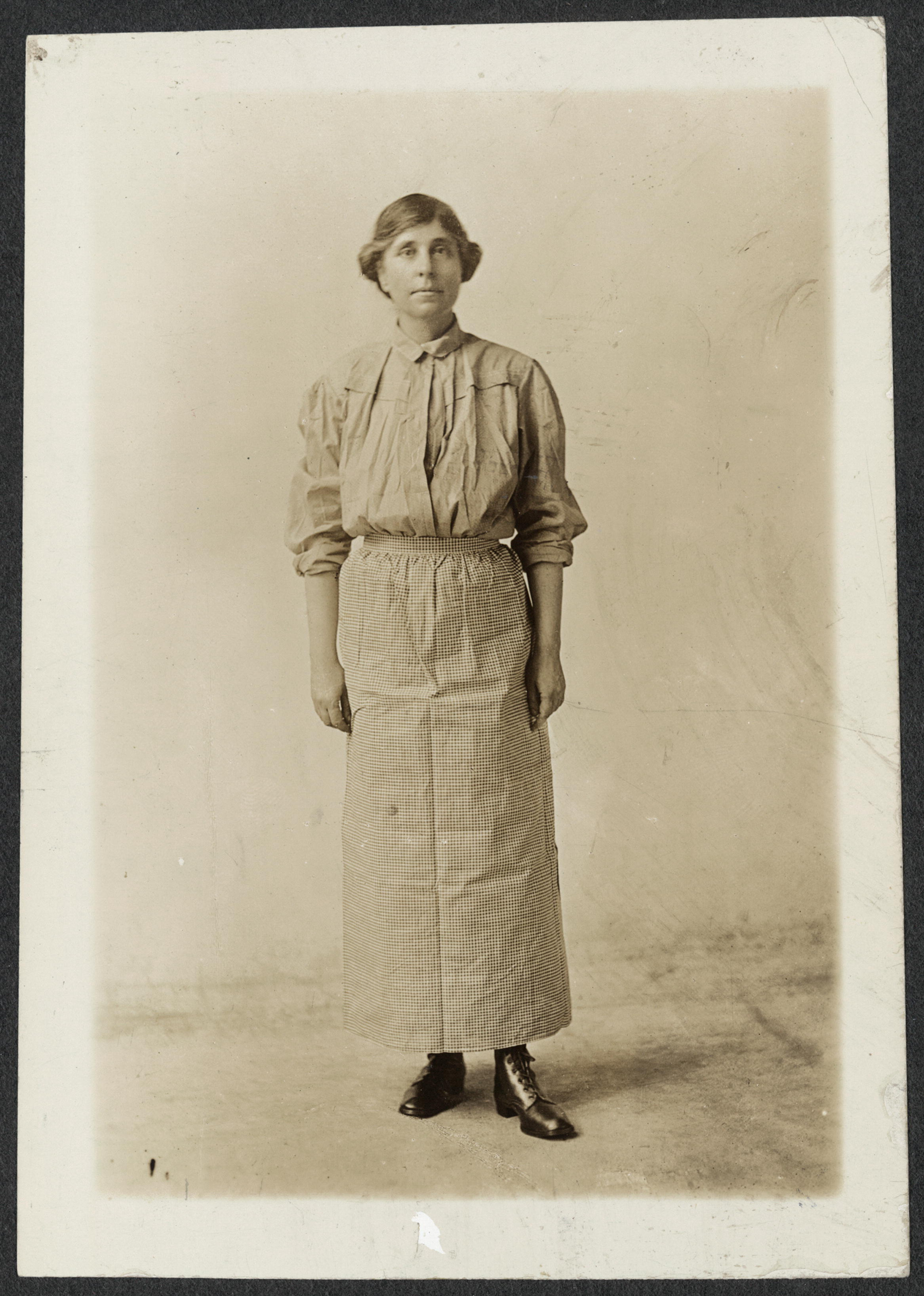
Abby Scott Baker con uniforme de prisión

Las participantes del tour Prison Special, todas mujeres que habían cumplido condena en la cárcel por apoyar el sufragio, incluyeron:
- Pauline Adams
- Edith Ainge
- Berthe Arnold[17]
- Lillian Ascough
- Abby Scott Baker
- Josephine Bennett[18]
- Lucy Gwynne Branham
- Lucy Burns
- Palys Chevrier[3]
- Sarah T. Colvin
- Lucy Ewing[19]
- Estelle Eylward
- Gladys Greiner[20]
- Louisine Havemeyer
- Mrs. Raymond Hunter
- Mary Ingham
- Willie Grace Johnson[21]
- Elizabeth McShane[22]
- Vida Milholland[23]
- Mary Nolan
- Ella Riegel[9]
- Elizabeth Selden Rogers
- Gertrude Shaw
- Mabel Vernon
- Amelia Himes Walker[24]
- Cora Weeks[25]
- Sue Shelton White
- Mary Winsor

Las mujeres a bordo del Prison Special tenían cierta experiencia en viajes en tren ya que habían trabajado con la Congressional Union for Woman Suffrage en 1916 para organizar el Suffrage Special. En 1919, el NWP más radical declaró que esta gira "se esforzaría por dar a conocer al país los extremos brutales y sin ley a los que la Administración [Wilson] ha llegado para suprimir la agitación legal por el sufragio". Para lograr ese objetivo, las mujeres detallarían el tiempo que pasaron en prisión por lo que insistían era una reunión pacífica. En un principio, las mujeres querían pintar el vagón en el que viajarían con barrotes de prisión, pero la Administración de Ferrocarriles "no permitía que se pintaran los vagones para que parecieran celdas de prisión, ni ninguna otra insignia que denotara el carácter y la finalidad del vagón".
En su lugar optaron por resaltar sus experiencias carcelarias apareciendo en público vestidas con sus uniformes carcelarios (o réplicas de esos uniformes), a los que en su día se refirieron como la "tela de la culpa" y que habían sido descritos como "el tipo de ropa más tosca (vestidos pesados y sin forma; ropa interior de muselina sin blanquear y medias de lana), prendas que dan calor en verano y frío en invierno, y que se dan a las presas independientemente de la estación del año". Dos años después de su encarcelamiento en Occoquan y en una cárcel de la ciudad de Washington D. C., las mujeres del Prison Special esperaban utilizar estos mismos uniformes como prueba de la dureza de su lucha. Si bien la adopción del uniforme carcelario contribuyó a dramatizar la lucha por el sufragio femenino, los estudiosos también señalan la forma en que se puso en primer plano la condición de las "especialistas en prisiones" como mujeres blancas de élite. Los relatos de los periódicos a menudo destacaban su "refinamiento" y "educación" y señalaban que eran "mujeres ricas que han elegido humillarse para que la atención se dirija a la causa por la que luchan". La periodista Carolyn Vance Bell escribió que las mujeres del Prison Special "estaban preparadas para desplegar un relato desgarrador... [sobre] los secretos de la casa de la cárcel que... están garantizados para helar la sangre femenina...". Tales representaciones sugerían que las ofensas a estas mujeres, a diferencia de las mujeres de la clase trabajadora o de las afroamericanas, eran ofensas que importaban.
Aunque los programas variaban de una parada a otra, ciertas oradoras aparecían constantemente. Louisine Havemeyer solía ser la primera en hablar, y era presentada como abuela de 11 hijos y una de las mujeres más ricas de Nueva York. A menudo hablaba de que la causa del sufragio femenino era justa y los periódicos comentaban su dignidad y aplomo. Abby Scott Baker solía hablar a continuación; otras oradoras fueron Lucy Burns, Mary Winsor, que había pasado 66 días en la cárcel, y Lucy Branham. A menudo, mientras una mujer hablaba, otras, vestidas con sus ropas de prisión, permanecían en silencio detrás de ella.
Además de distribuir el panfleto "Jailed para Libertad", las mujeres también entregaban una lista de quejas contra el Wilson Administración, haciendo notar que el presidente Wilson "habla para" el sufragio de las mujeres, pero " nada para promoverlo." Una caricatura política dibujada por Nina Allender, la caricaturista oficial del NWP, muestra a una sufragista sosteniendo una copia del "Senate Record" y llevando un equipaje con la etiqueta "N.W.P. Democracy Limited" a punto de abordar el Prison Special. Durante el viaje, las mujeres celebraron reuniones masivas, a menudo recibidas por delegaciones de mujeres, miembros del NWP, mujeres del club y otras, en los hoteles locales. También utilizaron "imágenes en movimiento", probablemente un espectáculo de linterna mágica, como otra forma visual de representar sus experiencias de encarcelamiento.
Los participantes en la gira Prison Special fueron hábiles publicistas. En un artículo para la revista Scribner's Magazine, Louisine Havemeyer recuerda que le pidieron que se tomara una foto publicitaria con un capitán de policía porque "haría un buen recorte para los periódicos". Tuvo cuidado de que el capitán le diera la mano cuando se hizo la foto para que nadie pensara que la estaban arrestando durante la gira.

### Respuestas

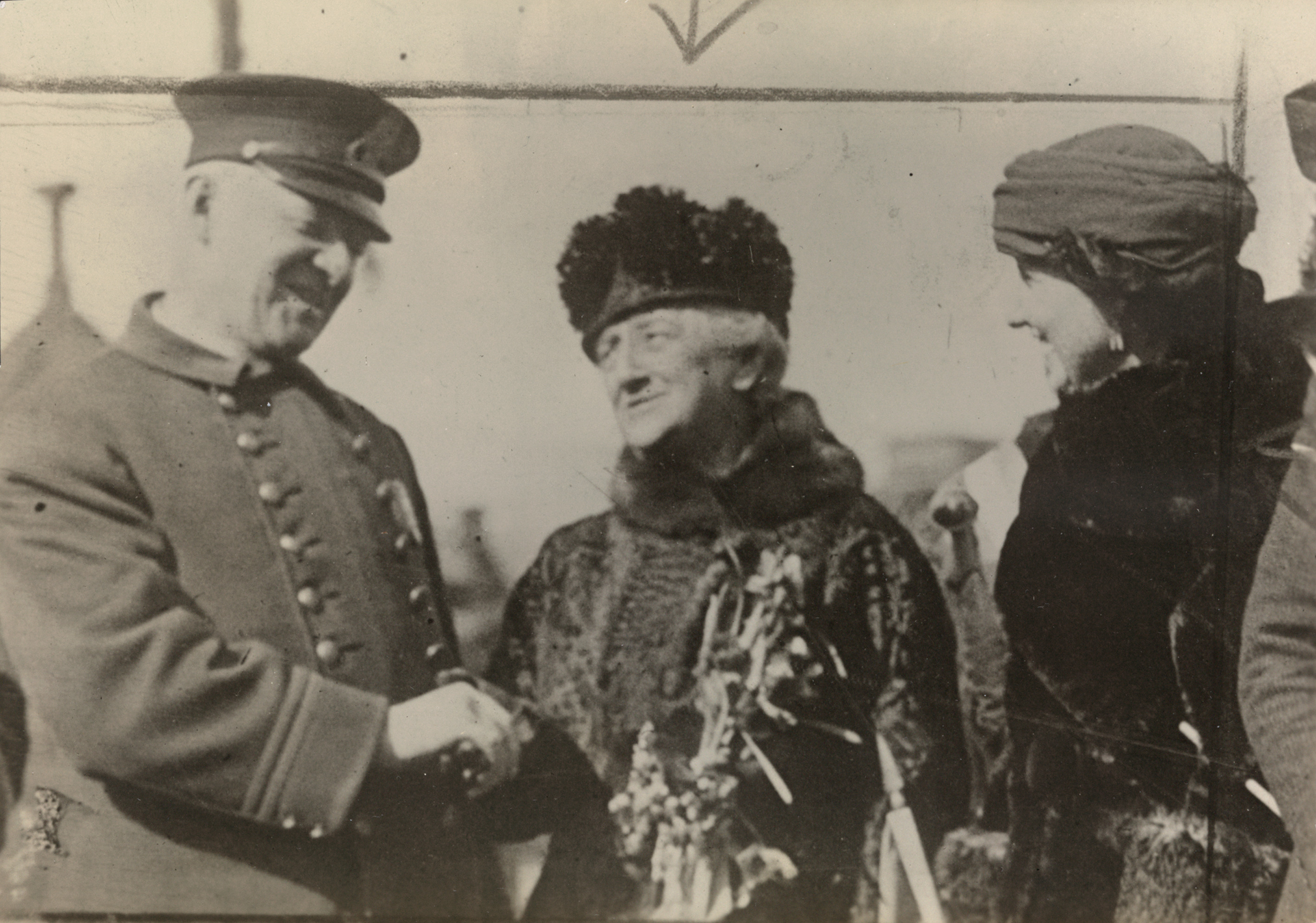
Policía en Syracuse dando la bienvenida a Señora Henry O. Havemeyer y a Vida Milholland a la llegada del Prison Special

El Prison Special atrajo multitudes: Abby Scott Baker informó que la policía estimó que 2.000 personas asistieron a la parada en Charleston, Carolina del Sur. Pero su acogida no siempre fue entusiasta. Algunos periódicos informaron que las reuniones alentaron "sentimientos femeninos decididamente antinaturales". Otras sufragistas querían separarse de las tácticas más radicales del NWP, cuyos miembros habían quemado una efigie del presidente Wilson el año anterior. En Columbia, Carolina del Sur, el alcalde advirtió a las mujeres que "no se tolerarían declaraciones desleales". La Equal Franchise League en El Paso, Texas, declaró que "no simpatizaba con la clase militante sufragista". Sin embargo, a menudo las multitudes simpatizaban con las tácticas de las Prison Specialists, abucheando y silbando su trato y gritando "¡Vergüenza! ¡Vergüenza para nuestro gobierno!".

## Consecuencias
Solo tres meses después de la conclusión del tour Prison Special ,el Congreso votó a favor de la aprobación de la 19 Enmienda en junio de 1919. La ratificación estado por estado de la Decimonovena Enmienda terminaría con la adopción exitosa de la enmienda un año después, en agosto de 1920. El NWP, junto con varias integrantes de la gira Prison Special, continuaría la lucha por los derechos de las mujeres apoyando la Enmienda de Igualdad de Derechos, una lucha que continúa en la actualidad.